# Vodanet Media
Vodanet Media a fost o companie de publishing online din România. A fost înființată în anul 2000 de Vlad Stan.
Vodanet Media deținea în portofoliul său de publisher branduri precum: www.acasa.ro, www.ele.ro, www.imagoo.ro, www.bloombiz.ro, www.smartbuy.ro. ele.ro și se poziționează pe locul doi în topul site-urilor pentru femei, cu o medie de 200.000 de vizitatori pe săptămână (în anul 2007).
În decembrie 2007, Vodanet avea doi acționari: Broadhurst (companie deținută de New Century Holdings), cu 60%, și Vlad Stan, cu 40% din companie.
Tot în decembrie 2007, Vlad Stan a renunțat la șefia companiei, site-urile fiind trecute in administrarea altor companii din grupulul NCH (NetbridgeInvestments,ActiveSoft si AcasaMedia).
Număr de angajați în 2007: 70
Cifra de afaceri:
- 2006: 700.000 euro[1]
- 2005: 500.000 euro[5]